# Bert Cook
Bertram E. "Bert" Cook (Weber, Utah, 26 de abril de 1929-Roy, Utah, 24 de noviembre de 1998) fue un jugador de baloncesto estadounidense que disputó una temporada en la NBA. Con 1,91 metros de estatura, jugaba en la posición de escolta.

## Trayectoria deportiva

### Universidad
Jugó durante dos temporadas con los Aggies de la Universidad Estatal de Utah, en las que anotó 1122 puntos, en el puesto 22 de los mejores anotadores de la historia de la universidad, siendo incluido en ambas temporadas en el mejor quinteto de la desaparecida Skyline Conference, siendo elegido además mejor jugador de la misma en 1952.

### Profesional
Fue elegido en la trigésimo sexta posición del Draft de la NBA de 1952 por New York Knicks, pero tuvo que cumplir dos años con el servicio militar, incorporándose al equipo en 1954, con los que disputó una única temporada, promediando 3,2 puntos y 1,9 rebotes por partido. Una lesión en la rodilla hizo que se retirara del baloncesto prematuramente.

## Estadísticas de su carrera en la NBA

### Temporada regular
| Temporada | Edad | Equipo          | Liga | P  | TIT | MIN  | TC  | TCA | %TC  | TL  | TLA | %TL  | R.OF. | R.DEF. | REB | ASIS | FP  | PTS |
| 1954-55   | 25   | New York Knicks | NBA  | 37 |     | 11.5 | 1.1 | 3.6 | .316 | 0.9 | 1.4 | .680 |       |        | 1.9 | 0.9  | 1.1 | 3.2 |
| Total     |      |                 | NBA  | 37 |     | 11.5 | 1.1 | 3.6 | .316 | 0.9 | 1.4 | .680 |       |        | 1.9 | 0.9  | 1.1 | 3.2 |

### Playoffs
| Temporada | Edad | Equipo          | Liga | P | MIN | TCA | TC | TLA | TL | REB | ASIS | FP | PTS | %TC  | %FT  | MIN  | PTS | REB | AST |
| 1954-55   | 25   | New York Knicks | NBA  | 1 | 20  | 4   | 6  | 0   | 2  | 0   | 2    | 3  | 8   | .667 | .000 | 20.0 | 8.0 | 0.0 | 2.0 |
| Total     |      |                 | NBA  | 1 | 20  | 4   | 6  | 0   | 2  | 0   | 2    | 3  | 8   | .667 | .000 | 20.0 | 8.0 | 0.0 | 2.0 |